# Liste der denkmalgeschützten Objekte in Gemerská Poloma
Die Liste der denkmalgeschützten Objekte in Gemerská Poloma enthält die acht nach slowakischen Denkmalschutzvorschriften geschützten Objekte in der Gemeinde Gemerská Poloma im Okres Rožňava.

## Denkmäler
| Foto |                 | Denkmal / č. ÚZPF                                | Standort / Konskr. Nr.                                                | Offizielle Beschreibung                    | Beschreibung                                               | Metadaten                                                  |
| ---- | --------------- | ------------------------------------------------ | --------------------------------------------------------------------- | ------------------------------------------ | ---------------------------------------------------------- | ---------------------------------------------------------- |
|      | Datei hochladen | Gedenkbereich(sk) ObjektID: 808-1518/1           | KG: Gemerská Poloma Konskr.Nr.:                                       | SNP                                        | für den Nationalaufstand                                   | č. NKP: 808-1518/1 Stand des NKP: Name: PRIESTOR PAMÄTNÝ   |
| BW   | Datei hochladen | Denkmal(sk) ObjektID: 808-1518/2                 | Standort KG: Gemerská Poloma Konskr.Nr.:                              | SNP                                        | Denkmal für die Opfer des SNP                              | č. NKP: 808-1518/2 Stand des NKP: Name: POMNÍK             |
| ja   | Datei hochladen | Kirche(sk) ObjektID: 808-2399/0                  | Dobšinská ul. 666 Standort KG: Gemerská Poloma Konskr.Nr.: 666        | r.k.sv.Jozefa                              | römisch-katholische Kirche St. Joseph                      | č. NKP: 808-2399/0 Stand des NKP: Name: KOSTOL             |
| ja   | Datei hochladen | Kirche(sk) ObjektID: 808-10148/0                 | Hostinského P.K. ul. 665 Standort KG: Gemerská Poloma Konskr.Nr.: 665 | ev.a.v.                                    | evangelische Kirche                                        | č. NKP: 808-10148/0 Stand des NKP: Name: KOSTOL            |
| BW   | Datei hochladen | Gasthaus am Straßenrand(sk) ObjektID: 808-4684/0 | Huta 550 Standort KG: Gemerská Poloma Konskr.Nr.: 550                 | Huta 550,zájazdný hostinec                 | Reisegasthaus                                              | č. NKP: 808-4684/0 Stand des NKP: Name: HOSTINEC PRÍCESTNÝ |
| BW   | Datei hochladen | Glockenturm(sk) ObjektID: 808-10147/0            | Partizánska ul. 667 Standort KG: Gemerská Poloma Konskr.Nr.: 667      | murovaná                                   |                                                            | č. NKP: 808-10147/0 Stand des NKP: Name: ZVONICA           |
| BW   | Datei hochladen | Gedenkpfarrhof(sk) ObjektID: 808-1520/1          | Súľovská ul. 77 Standort KG: Gemerská Poloma Konskr.Nr.: 77           | ev.a.v.; P.Kellner-Hostinský               | für Peter Kellner-Hostinský, evangelischer Pfarrhof        | č. NKP: 808-1520/1 Stand des NKP: Name: FARA PAMÄTNÁ       |
| BW   | Datei hochladen | Gedenktafel(sk) ObjektID: 808-1520/2             | Súľovská ul. 77 Standort KG: Gemerská Poloma Konskr.Nr.: 77           | Kellner-Hostinský P.; 1823-1873,spisovateľ | Gedenktafel für den Schriftsteller Peter Kellner-Hostinský | č. NKP: 808-1520/2 Stand des NKP: Name: TABUĽA PAMÄTNÁ     |

## Legende
Die Tabelle enthält im Einzelnen folgende Informationen:
| Foto:                    | Fotografie des Denkmals. |
| Denkmal / č. ÚZPF:       | Die Übersetzung der Bezeichnung des Denkmals, wie sie vom Slowakischen Denkmalamt (Pamiatkový úrad Slovenskej republiky) verwendet wird. Die Originalbezeichnung ist unter dem Fragezeichen angegeben. Fehlt die Übersetzung, so wird die Originalbezeichnung direkt angezeigt. Weiters ist die Objekt-Identifikationsnummer (Objekt ID) angeführt. Sie ist die offizielle, in der Slowakei eindeutige Nummer č. ÚZPF inklusive der zugehörigen Zählnummer, wie sie in den Daten des Denkmalamtes angegeben wird. Da diese nur innerhalb eines Landkreises gezählt wird, ist dessen Nummer der Denkmalnummer vorangestellt. |
| Standort:                | Wenn in der Liste vorhanden, ist die Adresse angegeben. In Klammern kann sich noch eine zusätzliche Adresse befinden, wenn es beispielsweise ein Eckhaus ist. Bei freistehenden Objekten ohne Adresse (zum Beispiel bei Bildstöcken) ist eine Adresse angegeben, die in der Nähe des Objekts liegt. Durch Aufruf des Links Standort wird die Lage des Denkmals in verschiedenen Kartenprojekten angezeigt. Darunter sind die Katastralgemeinde (KG) und, wenn vorhanden, die Konskriptionsnummer (Konskr. Nr.) angegeben.                                                                                                   |
| Offizielle Beschreibung: | Es ist die Kurzbeschreibung auf Slowakisch, wie sie in den offiziellen Listen angegeben ist, eingetragen. |
| Beschreibung:            | Kurze Angaben zum Denkmal auf Deutsch. |
| Metadaten:               | Zusätzlich werden, wenn in den persönlichen Einstellungen das Helferlein Dauerhaftes Einblenden von Metadaten aktiviert ist, ebensolche angezeigt. |

- Karte mit allen Koordinaten:
- OSM |
- WikiMap